# Lucas Veríssimo
Lucas Veríssimo da Silva dit Lucas Veríssimo, né le 2 juillet 1995 à Jundiaí au Brésil, est un footballeur international brésilien qui évolue au poste de défenseur central au Al-Wakrah SC, en prêt d'Al-Duhail SC.

## Biographie

### Santos FC
Né à Jundiaí, São Paulo, Veríssimo a commencé sa carrière à l'académie des jeunes de José Bonifácio. Il a ensuite rejoint Linense, étant promu dans l'équipe principale vers la fin janvier 2013.
Peu de temps après avoir été promu dans l'équipe première de Linense, Lucas Veríssimo a rejoint Santos. Lorsqu'il a rejoint Santos FC, il a été initialement intégré à leur équipe de jeunes. Le 26 mars 2015, il a renouvelé son contrat jusqu'en avril 2017.
Le 28 novembre 2015, profitant de la suspension de Paulo Ricardo, Veríssimo a été appelé par l'entraîneur Dorival Júnior pour un match de Série A contre Vasco da Gama, mais est resté sur le banc sans jouer lors de la défaite à l'extérieur 0-1. Le 30 décembre 2015, il a été définitivement promu dans l'équipe première en raison d'un manque d'effectif. Il a fait ses débuts en équipe première le 23 janvier de l'année suivante, jouant les 90 minutes complètes lors d'un match amical nul 2-2 contre Bahia.
Veríssimo a fait ses débuts professionnels le 30 janvier 2016, en tant que titulaire lors d'un match nul 1-1 à domicile en Campeonato Paulista contre São Bernardo. Le 2 mars, après être devenu un titulaire régulier, il a renouvelé son contrat jusqu'en décembre 2019.
Après le retour de blessure de David Braz et l'arrivée de Luiz Felipe, Veríssimo a été relégué au quatrième choix du club. Il a fait ses débuts en Série A le 14 septembre 2016, en entrant en jeu en tant que remplaçant tardif de Lucas Lima lors d'une victoire 1-0 à l'extérieur contre Botafogo.
Veríssimo a fait ses débuts en Copa Libertadores le 16 mars 2017, en tant que titulaire lors d'une victoire 2-0 à domicile contre The Strongest. Il a inscrit son premier but professionnel le 4 mai, marquant le but décisif dans une victoire 3-2 contre Independiente Santa Fe au stade Pacaembu dans le cadre de la même compétition.
Le 18 juillet 2017, après être devenu un titulaire régulier à la suite des blessures des titulaires Gustavo Henrique et Luiz Felipe, Veríssimo a renouvelé son contrat jusqu'en juin 2022. Le 13 mai suivant, il a joué son 100e match pour le club en tant que titulaire lors d'une défaite 3-1 à domicile contre Paraná.
Le 8 juin 2020, Veríssimo a prolongé son contrat avec Santos jusqu'en décembre 2024. Le 9 novembre, lui et deux autres coéquipiers ont été testés positifs au COVID-19.

### Benfica Lisbonne
En janvier 2021, durant le mercato hivernal, Lucas Veríssimo s'engage en faveur du Benfica Lisbonne,.

### En sélection
Le 10 septembre 2021, Lucas Veríssimo honore sa première sélection avec l'équipe nationale du Brésil face au Pérou. Il est titularisé, et son équipe s'impose par deux buts à zéro,.

## Palmarès
Santos FC
- Vainqueur du Campeonato Paulista en 2016
- Finaliste de la Copa Libertadores en 2020